# Eisenbahnmuseum Šiauliai
Das Eisenbahnmuseum  Šiauliai (lit. Šiaulių geležinkelių muziejus) ist ein Eisenbahnmuseum in der  viertgrößten litauischen Stadt Šiauliai. Es wurde am 4. September 1971 anlässlich des 100. Jahrestages des Bahnhofs Šiauliai gegründet. Der Initiator der Gründung war der damalige Bahnhofsleiter A. Petuchovskis.
Die Museumsausstellung zeigt Eisenbahn-Literatur, Bahntechnik und -technologie, in unterschiedlichen europäischen Ländern  hergestellte Schienenmuster; Haushaltsgeräte der Bahnarbeiter, Münzen, Zeichen.
Der Museumseintritt ist frei.